# Spitz (Hund)

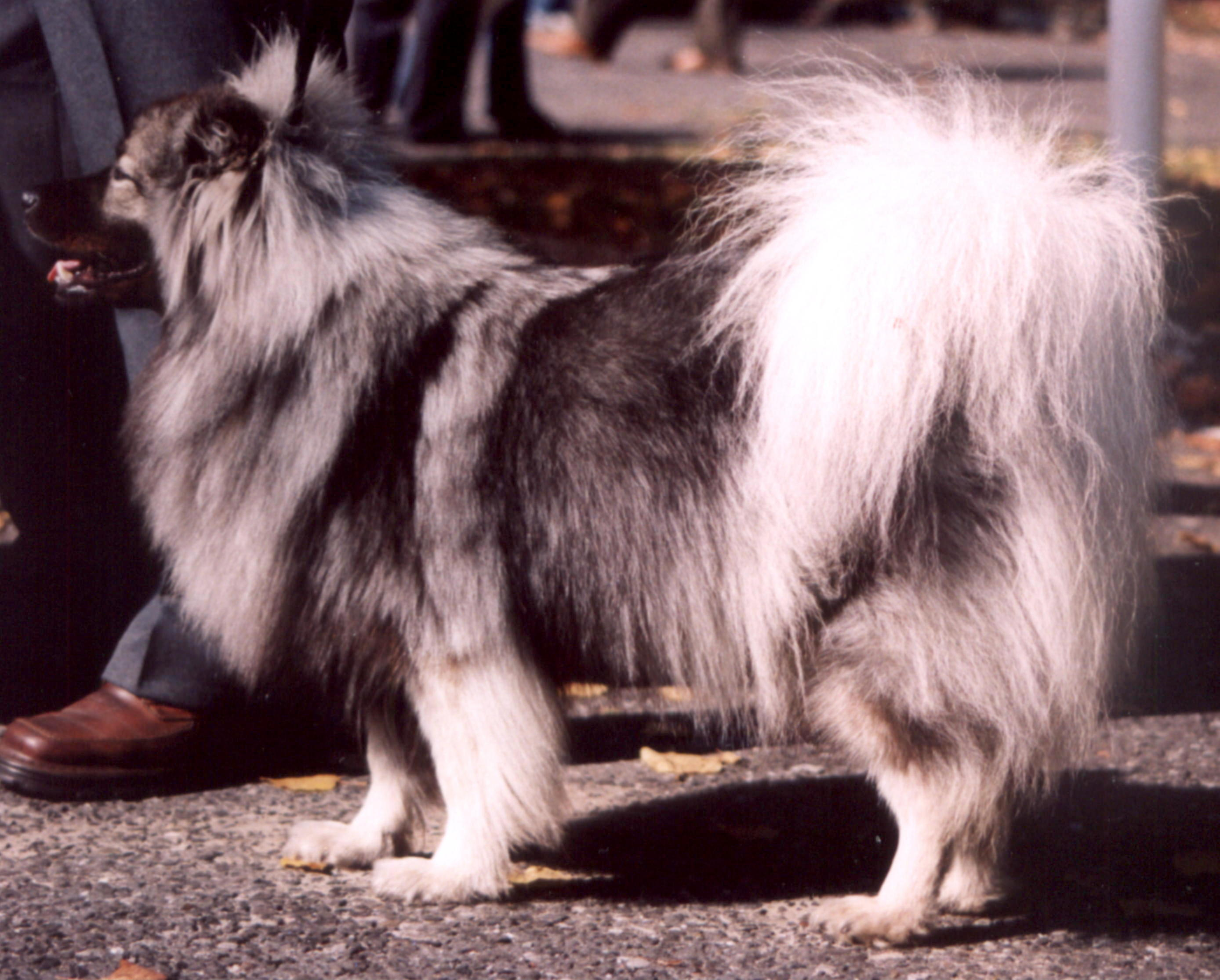
Wolfsspitz

Als Spitze werden eine Reihe von Hunderassen bezeichnet, welche in der FCI-Systematik in der Gruppe 5 in den Sektionen 4 und 5 geführt werden. Dabei wird zwischen europäischen Spitzen (Sektion 4) und asiatischen Spitzen (Sektion 5) unterschieden. Eine nähere genetische Verwandtschaft zwischen europäischen und asiatischen Spitzen besteht – abgesehen vom Eurasier und dem Japan-Spitz – nicht.
Mitteleuropäische Spitze waren (und sind teils noch) Wachhunde oder Hütehunde und zeigen meist kein ausgeprägtes Jagdverhalten. Die Nordischen Hunde, die in FCI-Sektion 2 der Gruppe 5 geführt werden, sind im Gegensatz dazu Jagdhunde. Sie sind also vom Typ her Spitz, nicht aber vom Verhalten her. Dennoch werden diese Hunde auch als Nordische Spitze bezeichnet und gehören auch zur FCI-Gruppe der Spitze und Hunde vom Urtyp.

## Europäische Spitze
- Deutsche Spitze
  - Wolfsspitz (Keeshond)
  - Großspitz
  - Mittelspitz
  - Kleinspitz
  - Zwergspitz (Pomeranian)
- Jämthund
- Volpino Italiano

## Asiatische Spitze

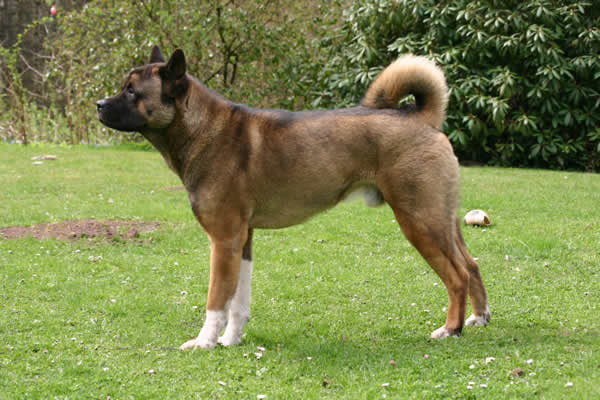
American Akita

- Akita
- American Akita
- Chow-Chow
- Eurasier
- Hokkaido
- Japan-Spitz (Nihon Supittsu)
- Kai
- Kintamani-Bali-Hund
- Kishu
- Korea Jindo Dog
- Shikoku
- Shiba
- Thai Bangkaew Dog
- gestrichene Rassen:
  - Japanese Middle-size Dog
  - Sanshu

## Afrika
- Basenji